# Svjetsko prvenstvo u vaterpolu 2005.
Svjetsko prvenstvo u vaterpolu 2005. je održano u Montrealu u Kanadi.
| Mjesto       | Momčad     | Rezultat | Momčad    | Napomena            |
| ------------ | ---------- | -------- | --------- | ------------------- |
| Za 7. mjesto | Rusija     | 7:6      | Italija   |                     |
| Za 5. mjesto | Španjolska | 8:7      | Rumunjska |                     |
| Za 3. mjesto | Grčka      | 11:10    | Hrvatska  | (nakon produžetaka) |
| Za 1. mjesto | SiCG       | 8:7      | Mađarska  |                     |

## Konačni poredak
1. Srbija i Crna Gora
2. Mađarska
3. Grčka
4. Hrvatska
5. Španjolska
6. Rumunjska
7. Rusija
8. Italija
9. Njemačka
10. Australija
11. SAD
12. Kuba
13. Kanada
14. Japan
15. JAR
16. NR Kina

| Pobjednici                     |
| ------------------------------ |
| Srbija i Crna Gora Prvi naslov |

## Idealna postava
- Alexander Tchigir, vratar,  Njemačka
- Vladimir Vujasinović, branič,  Srbija i Crna Gora
- Igor Hinić, centar,  Hrvatska
- Alberto Angelini, napadač,  Italija
- Peter Biros, napadač,  Mađarska
- Aleksandar Šapić, napadač,  Srbija i Crna Gora
- Irek Zinurov, napadač,  Rusija

Najkorisniji igrač prvenstva:
- Aleksandar Šapić,  Srbija